# 榮民醫院
榮民醫院，是中華民國開放給民眾提供醫療服務，以服務榮民為宗旨的醫院。该医院由國軍退除役官兵輔導委員會成立與管理，原設有三間較高等級的榮民總醫院（簡稱榮總）及多家榮民醫院（簡稱榮院），後經組織改造，各榮院依地區編入榮總成為其下分院。
榮總在醫界享有極高聲譽，擁有眾多名醫，醫療水準具有極高水準。四間榮總之總院除屏東榮民總醫院外，皆名列醫學中心級醫院，為臺灣北中南之頂尖醫療機構(不含屏東)。

## 臺北榮民總醫院
- 總院：位於臺北市北投區石牌。
- 關渡醫院（委託臺北榮民總醫院經營）：位於臺北市北投區。
- 桃園分院：位於桃園市桃園區虎頭山，桃園榮民醫院改制。
- 新竹分院：位於新竹縣竹東鎮下公館，竹東榮民醫院改制。
- 蘇澳分院：位於宜蘭縣蘇澳鎮岳明新村，蘇澳榮民醫院改制。
- 員山分院：位於宜蘭縣員山鄉內城，員山榮民醫院改制。
- 玉里分院：位於花蓮縣玉里鎮，玉里榮民醫院改制。
- 鳳林分院：位於花蓮縣鳳林鎮鳳南，鳳林榮民醫院改制。
- 臺東分院：位於臺東縣臺東市，臺東榮民醫院改制。

## 臺中榮民總醫院
- 總院：位於臺中市西屯區大肚山。
- 埔里分院：位於南投縣埔里鎮，埔里榮民醫院改制。
- 嘉義分院：位於嘉義市西區，嘉義榮民醫院改制。
- 灣橋分院：位於嘉義縣竹崎鄉，灣橋榮民醫院改制。

## 高雄榮民總醫院
- 總院：位於高雄市左營區。
- 臺南分院：位於臺南市永康區網寮，永康榮民醫院改制。

## 屏東榮民總醫院
- 總院：位於屏東縣屏東市，原為陸軍航空特戰指揮部大武營區，2022年11月18日正式啟用。
- 龍泉分院：位於屏東縣內埔鄉龍泉，龍泉榮民醫院改制。